# 高江暁
高江 暁（たかえ さとし、1958年11月16日 - ）は、日本の自動車技術者・実業家。中央発條株式会社代表取締役社長。

## 人物・経歴
福岡県出身。1981年九州大学工学部卒業、トヨタ自動車工業入社。2006年生技管理部長。2010年常務役員広瀬工場企画管理部工場長兼貞宝工場工機管理部工場長。2011年常務役員高岡工場長兼堤工場長兼広瀬工場長兼フタバ産業監査役。2013年常務役員上郷工場長兼下山工場長。2015年から中央発條代表取締役社長を務め、ワイヤーハーネス事業の体制見直しなどにあたった。中部産業連盟理事、中部経済連合会政策議員等も務めた。